# شارون قاو
شارون قاو (بالصينية: 高靖榕) هي ممثلة تايوانية، ولدت في 22 أغسطس 1991 بتايبيه في تايوان.

## أعمال

### أفلام
- (2014) لوسي[4][5]

## وصلات خارجية
- شارون قاو على موقع IMDb (الإنجليزية)